# Гуджарати
Гуджара́ти, или гуджара́тский язы́к (ગુજરાતી, gujarātī), — язык гуджаратцев, один из языков юго-западной индоарийской подгруппы индоевропейской языковой семьи. Один из 23 официальных языков Индии, распространён на западе страны. Официальный язык индийского штата Гуджарат.

## Территория и численность

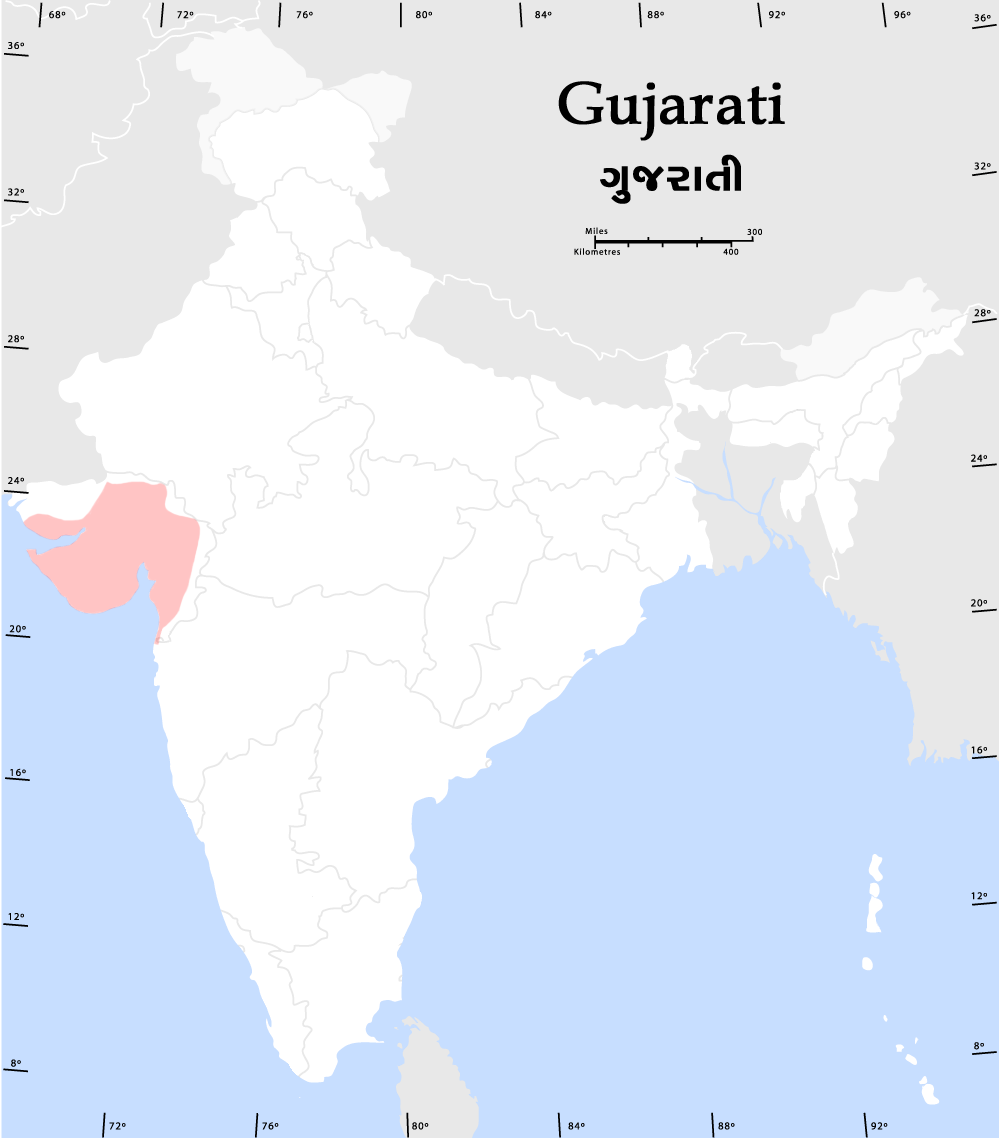
Распространение гуджарати в Индии

В настоящее время гуджарати является родным как минимум для 45 млн человек (2002), около 42,8 млн из них проживают в индийском штате Гуджарат, ещё 2,3 млн — в соседнем штате Махараштра. Небольшие меньшинства говорят на нём в Танзании (250 тыс.), Уганде (150 тыс.), Кении (50 тыс.), Пакистане (100 тыс.), Саудовской Аравии, ОАЭ, Великобритании, США и некоторых других странах.

## История
Обычно выделяют 3 основных исторических форм гуджарати:
1. Древний гуджарати (Гуджар Бхакха) — около 1100—1500 годов. Этот язык является предком не только гуджарати, но и современного раджастханского языка[4].
2. Средний гуджарати — около 1500—1800 годов, отделился от раджастхани. Характерен ряд фонетических изменений. Так звуки i, u развились в ə в открытом слоге; дифтонги əi, əu изменились на ɛ и ɔ в начальных и на o — в других слогах. Дифтонг əũ развился в ɔ̃ в начальном слоге и в ű — в конечном слоге[5]. Произошёл и ряд грамматических изменений.
3. Современный гуджарати (с 1800 года по наши дни), характерны небольшие грамматические и фонетические изменения. Во второй половине XIX века складывается литературный язык, в 1866 был написан первый роман на гуджарати: Karaṇ Ghelo (Нандашанкар Мехта).

## Письменность

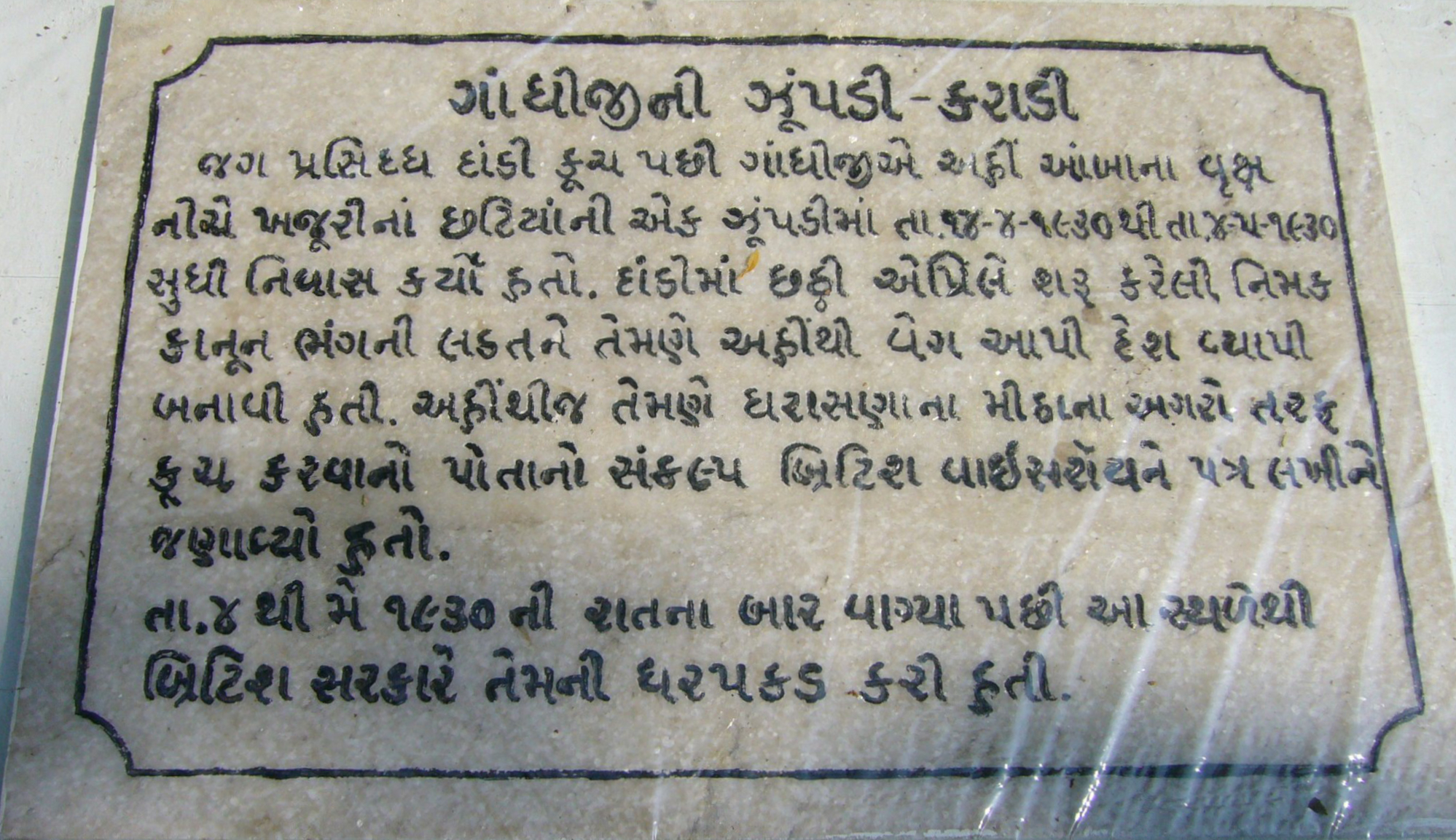
Пример надписи на гуджарати

Как правило, в качестве графической основы для гуджарати используется собственное письмо гуджарати, находящееся в тесном родстве с деванагари. Визуально наиболее заметным отличием является отсутствие в гуджарати верхней горизонтальной черты, присущей деванагари (например, ગ для «г», в отличие от ग).

## Лингвистическая характеристика

### Морфология

#### Морфологический тип языка
По структурному типу гуджарати занимает промежуточное положение между хинди и маратхи, сближаясь с первым широким распространением аналитических форм имени и глагола и тяготением к универсальности словоизменительных парадигм, а со вторым — такими чертами, как отсутствие фонологической долготы гласных, сохранение среднего рода и др. Вместе с тем тенденцией перестройки именного словоизменения по агглютинативному типу гуджарати напоминает восточные индоарийские языки.

### Лексика
Большая часть гуджаратской лексики так или иначе восходит к санскриту либо к среднему индоарийскому языку, в который санскрит со временем развился. Санскритская лексика вошла в язык в разное время; многие слова со временем поменяли в гуджарати своё изначальное значение.
Ввиду длительного присутствия в западной Индии мусульман в гуджарати вошло множество слов персидского и арабского происхождения. Многие такие слова были со временем приспособлены под гуджарати, изменившись как грамматически, так и фонетически. Примерами могут служить такие слова, как: kharāb (плохой), tājũ (свежий), bāju (сторона), nasīb (удача), śaher (город), medān (равнина), natījо (результат).
Более поздние заимствования включают главным образом английскую лексику, доля которой зависит от конкретного носителя, так как для носителей гуджарати, так же, как и некоторых других индийских языков, довольно обычно добавлять в речь английские слова и выражения, а иногда — и целые предложения.
Ввиду того, что английские заимствования пришли в язык сравнительно недавно, они меньше подвержены грамматическим изменениям. Примерами наиболее распространённых англицизмов могут выступать: bâṅk (банк), phon (телефон), ṭebal (стол), bas (автобус), dôkṭar (доктор), āis krīm (мороженое), ṭren (поезд) и многие другие.
Португальский язык повлиял на гуджарати меньше, чем на некоторые другие индийские языки. Тем не менее, в языке присутствует несколько португальских заимствований, большинство их довольно близко к первоначальным словам: sābu (порт. sabão — мыло), tamāku (порт. tabaco — табак), pāũ (порт. pão — хлеб), baṭāko (порт. batata — картофель), anānas (порт. ananás — ананас), kobī (порт. couve — капуста).

## Сведения о диалектах
Гуджарати отличается большей однородностью, чем соседние с ним языки хинди и маратхи.
Гуджаратские диалекты районов Вадодары и Ахмадабада легли в основу литературного языка. От него отклоняются 3 основные диалектные разновидности:
- южная (район Сурата);
- северная (район Патана);
- катхиявари (полуостров Катхиявар).

В северных говорах наблюдается большее число заимствований из арабского и фарси, тогда как в южных больше заимствований из английского и португальского.
К гуджарати близки языки бхили, кхандеши и саураштри.